# Липгартен
Липгартен (њем. Liepgarten) општина је у њемачкој савезној држави Мекленбург-Западна Померанија. Једно је од 54 општинска средишта округа Икер-Рандов. Према процјени из 2010. у општини је живјело 836 становника. Посједује регионалну шифру (AGS) 13062032.

## Географски и демографски подаци
Липгартен се налази у савезној држави Мекленбург-Западна Померанија у округу Икер-Рандов. Општина се налази на надморској висини од 12 метара. Површина општине износи 32,8 km². У самом мјесту је, према процјени из 2010. године, живјело 836 становника. Просјечна густина становништва износи 25 становника/km².